# 春本ヒロ
春本ヒロ（はるもと ひろ、2000年12月6日 - ）は、日本の俳優。東京都出身。スターダストプロモーション制作1部所属。愛称はハル / HAL　父親は映画監督の本広克行

## 出演

### テレビドラマ
- ハコヅメ～たたかう!交番女子～ 第8話（2021年9月8日、日本テレビ）
- ナンバMG5（2022年4月13日 - 6月22日、フジテレビ） - 島崎登 役
- 家庭教師のトラコ 第7話（2022年8月31日、日本テレビ）
- 青春シンデレラ（2022年10月17日 - 12月25日、朝日放送テレビ） - 増本翔 役[1]
- 君が心をくれたから（2024年1月8日、フジテレビ ）- 生徒 役
- D&D〜医者と刑事の捜査線〜 第5話（2024年11月15日、テレビ東京） - 田口彬 役[2]
- キスでふさいで、バレないで。（2025年2月4日 - 、読売テレビ） - 芝山圭人 役[3]

### 配信ドラマ
- 神様のえこひいき（2022年3月19日 - 4月9日、Hulu） - 由起彦 役
- 今夜、わたしはカラダで恋をする。Season2 第4話「初めては、君がいい」（2023年2月18日、ABEMA） - 山崎隆也 役[4]
- さらば、銃よ 警視庁特別銃装班（2023年4月14日 - 、Lemino） - 仇八太郎 役[5]

### 映画
- ブレイブ -群青戦記- （2021年）

### 舞台
- PSYCHO-PASS サイコパス Virtue and Vice2（2020年11月20日 - 29日 明治座 /12月3日 - 6日、COOL JAPAN PARK OSAKA WWホール）
  - PSYCHO-PASS サイコパス Virtue and Vice 3（2024年3月15日 - 24日、THEATER MILANO-Za / 3月28日 - 31日、森ノ宮ピロティホール） - 青蓮院洸 役[6]
- エン＊ゲキ#05【-4D-imetor】(2021年8月5日 - 8月15日 紀伊国屋ホール / 2021年8月28日 - 8月29日 COOL JAPAN PARK OSAKA TTホール)